# Tour de France 1969

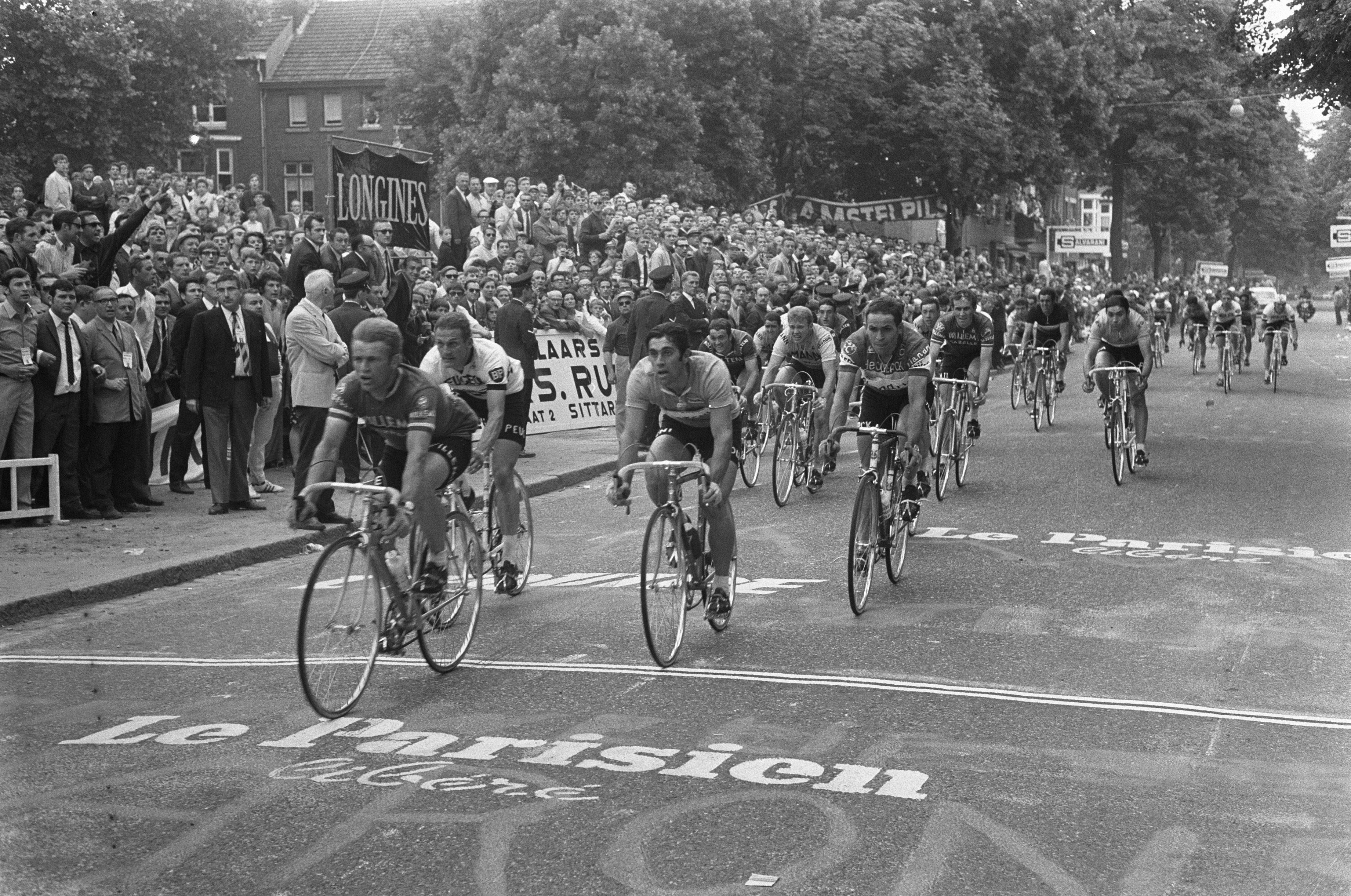
Arrivée de la 2e étape à Maastricht.

Le Tour de France 1969 est la 56e édition du Tour de France, course cycliste qui s'est déroulée du 28 juin au 20 juillet 1969. Il comprend 22 étapes pour une longueur totale de 4 117 km. Le départ du Tour a lieu à Roubaix ; l'arrivée se juge à Paris au vélodrome de la Cipale. C'est la première des cinq victoires d'Eddy Merckx dans l'épreuve. Lauréat de 6 étapes et de tous les maillots distinctifs, le champion belge a surtout accompli un grand exploit dans l'étape pyrénéenne Luchon-Mourenx où il domine tous ses adversaires après une échappée de 140 km en solitaire : le deuxième franchit la ligne d'arrivée avec près de huit minutes de retard. « Merckxissimo », s'enflamme le lendemain dans L'Équipe Jacques Goddet, le directeur du Tour, dans son éditorial.

## Généralités
- Le Tour se court à nouveau par équipes de marques et non plus par équipes nationales, ce retour se révèlera définitif. 13 formations de 10 coureurs sont au départ.
- Il s'agit du premier des cinq Tours de France remportés par Eddy Merckx.
  - Il réalise l'exploit, pour son premier tour, de remporter à la fois le classement général individuel (maillot jaune), le classement par points (maillot vert), le Grand Prix de la montagne et le classement par équipes avec son équipe Faema, la seule à terminer au complet. Il remporte donc le trophée du combiné ainsi que celui de la combativité. À l’exception du classement des points chauds, Merckx remporte ainsi tous les classements.
  - Déclassé pour dopage du Tour d'Italie qu'il s'apprêtait à gagner, Eddy Merckx bénéficie d'une remise de suspension au bénéfice du doute et peut donc prendre le départ de son premier tour de France. Devancé dans le prologue contre-la-montre à Roubaix par l'Allemand Rudi Altig, Merckx revêtira son premier maillot jaune à la faveur d'un contre-la-montre par équipes en Belgique. Il prendra une avance décisive lors de la sixième étape dont l'arrivée est jugée au sommet du ballon d'Alsace et ne quittera plus le maillot jaune, augmentant régulièrement son avance au fil des étapes. Dans l'étape de montagne Luchon-Mourenx, Merckx réussira un très grand exploit par une échappée solitaire de 140 km, doublant son avance sur ses adversaires.
  - Merckx remportera son premier tour avec un panache inouï, devançant Roger Pingeon (2e) de 17 min 54 s, le 3e étant Raymond Poulidor et le 4e l'Italien Felice Gimondi. Parmi les révélations de ce tour, le Néerlandais Wagtmans (6e), l'Italien Vianelli (7e) et le Portugais Agostinho, vainqueur, détaché, de deux étapes à Mulhouse et Revel. Les Français remportèrent trois étapes (Pingeon devançant Merckx à Chamonix, Delisle à Luchon, Pierre Matignon devançant Merckx au puy de Dôme après une longue échappée dans la plaine), tandis que Désiré Letort porta le maillot jaune entre Mulhouse et le Ballon d'Alsace.
- La 20e étape avec une arrivée au puy de Dôme est remportée par Pierre Matignon, alors lanterne rouge, à la surprise générale.
- Moyenne du vainqueur : 35,296 km/h.

## Étapes
| Étape,        | Date        | Villes étapes                                         |                              | Distance (km) | Vainqueur d’étape   | Leader du classement général |
| ------------- | ----------- | ----------------------------------------------------- | ---------------------------- | ------------- | ------------------- | ---------------------------- |
| Prologue      | 28 juin     | Roubaix – Roubaix                                     | Contre-la-montre individuel  | 10,4          | Rudi Altig          | Rudi Altig                   |
| 1re étape (a) | 29 juin     | Roubaix – Woluwe-Saint-Pierre (BEL)                   | Étape de plaine              | 147           | Marino Basso        | Rudi Altig                   |
| 1re étape (b) | 29 juin     | Woluwe-Saint-Pierre (BEL) – Woluwe-Saint-Pierre (BEL) | Contre-la-montre par équipes | 16            | Faema               | Eddy Merckx                  |
| 2e étape      | 30 juin     | Woluwe-Saint-Pierre (BEL) – Maastricht (NED)          | Étape de plaine              | 181,5         | Julien Stevens      | Julien Stevens               |
| 3e étape      | 1er juillet | Maastricht (NED) – Charleville-Mézières               | Étape de plaine              | 213,5         | Eric Leman          | Julien Stevens               |
| 4e étape      | 2 juillet   | Charleville-Mézières – Nancy                          | Étape de plaine              | 214           | Rik Van Looy        | Julien Stevens               |
| 5e étape      | 3 juillet   | Nancy – Mulhouse                                      | Étape de montagne            | 193,5         | Joaquim Agostinho   | Désiré Letort                |
| 6e étape      | 4 juillet   | Mulhouse – Belfort - Ballon d'Alsace                  | Étape de montagne            | 133,5         | Eddy Merckx         | Eddy Merckx                  |
| 7e étape      | 5 juillet   | Belfort – Divonne-les-Bains                           | Étape de montagne            | 241           | Mariano Díaz        | Eddy Merckx                  |
| 8e étape (a)  | 6 juillet   | Divonne-les-Bains – Divonne-les-Bains                 | Contre-la-montre individuel  | 9             | Eddy Merckx         | Eddy Merckx                  |
| 8e étape (b)  | 6 juillet   | Divonne-les-Bains – Thonon-les-Bains                  | Étape de montagne            | 136,5         | Michele Dancelli    | Eddy Merckx                  |
| 9e étape      | 7 juillet   | Thonon-les-Bains – Chamonix                           | Étape de montagne            | 111           | Roger Pingeon       | Eddy Merckx                  |
| 10e étape     | 8 juillet   | Chamonix – Briançon                                   | Étape de montagne            | 220,5         | Herman Van Springel | Eddy Merckx                  |
| 11e étape     | 9 juillet   | Briançon – Digne                                      | Étape de montagne            | 198           | Eddy Merckx         | Eddy Merckx                  |
| 12e étape     | 10 juillet  | Digne – Aubagne                                       | Étape de montagne            | 161,5         | Felice Gimondi      | Eddy Merckx                  |
| 13e étape     | 11 juillet  | Aubagne – La Grande-Motte                             | Étape de plaine              | 195,5         | Guido Reybrouck     | Eddy Merckx                  |
| 14e étape     | 12 juillet  | La Grande-Motte – Revel                               | Étape de plaine              | 234,5         | Joaquim Agostinho   | Eddy Merckx                  |
| 15e étape     | 13 juillet  | Revel – Revel                                         | Contre-la-montre individuel  | 18,5          | Eddy Merckx         | Eddy Merckx                  |
| 16e étape     | 14 juillet  | Castelnaudary – Luchon                                | Étape de montagne            | 199           | Raymond Delisle     | Eddy Merckx                  |
| 17e étape     | 15 juillet  | Luchon – Mourenx-Ville Nouvelle                       | Étape de montagne            | 214,5         | Eddy Merckx         | Eddy Merckx                  |
| 18e étape     | 16 juillet  | Mourenx-Ville Nouvelle – Bordeaux                     | Étape de plaine              | 201           | Barry Hoban         | Eddy Merckx                  |
| 19e étape     | 17 juillet  | Libourne – Brive-la-Gaillarde                         | Étape de plaine              | 192,5         | Barry Hoban         | Eddy Merckx                  |
| 20e étape     | 18 juillet  | Brive-la-Gaillarde – Clermont-Ferrand - Puy de Dôme   | Étape de montagne            | 198           | Pierre Matignon     | Eddy Merckx                  |
| 21e étape     | 19 juillet  | Clermont-Ferrand – Montargis                          | Étape de plaine              | 329,5         | Herman Van Springel | Eddy Merckx                  |
| 22e étape (a) | 20 juillet  | Montargis – Créteil                                   | Étape de plaine              | 111,5         | Joseph Spruyt       | Eddy Merckx                  |
| 22e étape (b) | 20 juillet  | Créteil – Paris - Vélodrome de la Cipale              | Contre-la-montre individuel  | 37            | Eddy Merckx         | Eddy Merckx                  |

Notes :
1. ↑  Ce contre-la-montre compte uniquement pour le classement par équipes. Cependant, les coureurs des trois premières formations au classement de l'étape sont crédités respectivement de 20 s, 10 s et 5 s de bonifications s'ils ont terminé dans le même temps que le premier coureur de leur équipe[6].

## Classements

### Classement général final
| Classement général | Classement général          | Classement général | Classement général               | Classement général  |
|                    | Coureur                     | Pays               | Équipe                           | Temps               |
| ------------------ | --------------------------- | ------------------ | -------------------------------- | ------------------- |
| 1er                | Eddy Merckx                 | Belgique           | Faema                            | en 116 h 16 min 2 s |
| 2e                 | Roger Pingeon               | France             | Peugeot-BP-Michelin              | + 17 min 54 s       |
| 3e                 | Raymond Poulidor            | France             | Mercier-BP-Hutchinson            | + 22 min 13 s       |
| 4e                 | Felice Gimondi              | Italie             | Salvarani                        | + 29 min 24 s       |
| 5e                 | Andrés Gandarias            | Espagne            | KAS-Kaskol                       | + 33 min 4 s        |
| 6e                 | Marinus Wagtmans            | Pays-Bas           | Willem II-Gazelle                | + 33 min 57 s       |
| 7e                 | Pierfranco Vianelli         | Italie             | Molteni                          | + 42 min 40 s       |

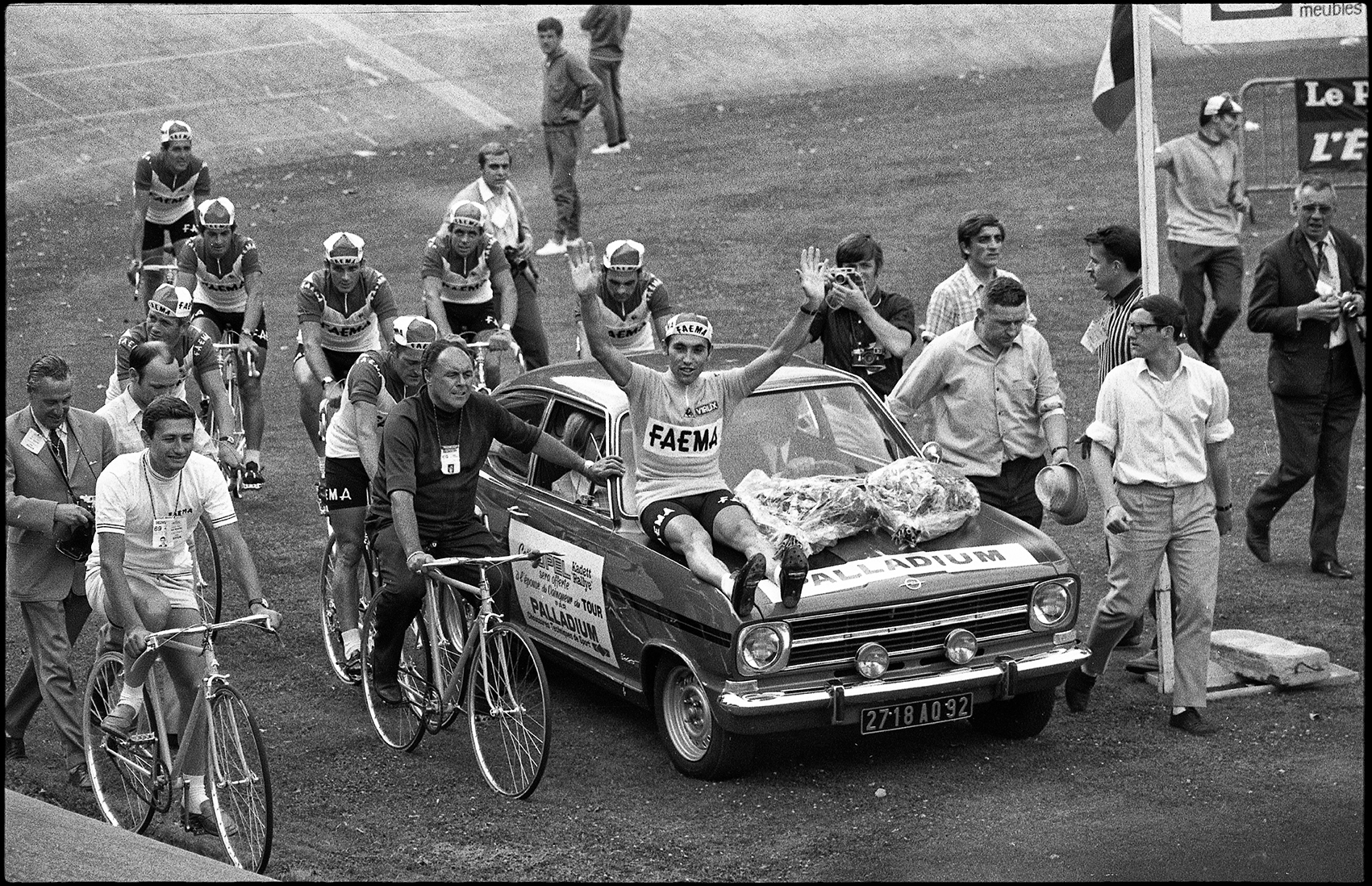
Le 20 juillet, au vélodrome de la Cipale, juste après l'arrivée de la dernière étape, Eddy Merckx, accompagné de ses coéquipiers de l'équipe Faema restés à bicyclette, célèbre sa première victoire dans le Tour ; il est assis sur le capot d'une Opel Kadett B Rallye que le sponsor Palladium, une marque de chaussures, offre à l'épouse du vainqueur de l'épreuve.

| 8e                 | Joaquim Agostinho           | Portugal           | Frimatic-De Gribaldy-Viva-Wolber | + 51 min 24 s       |
| 9e                 | Désiré Letort               | France             | Peugeot-BP-Michelin              | + 51 min 41 s       |
| 10e                | Jan Janssen                 | Pays-Bas           | Bic                              | + 52 min 56 s       |
| 11e                | Joaquim Galera              | Espagne            | Fagor                            | + 54 min 47 s       |
| 12e                | Lucien Van Impe             | Belgique           | Sonolor-Lejeune-Wolber           | + 56 min 17 s       |
| 13e                | Jean-Claude Theillière      | France             | Sonolor-Lejeune-Wolber           | + 1 h 4 min 58 s    |
| 14e                | Wladimiro Panizza           | Italie             | Salvarani                        | + 1 h 5 min 16 s    |
| 15e                | Edy Schütz                  | Luxembourg         | Molteni                          | + 1 h 6 min 58 s    |
| 16e                | Jean Dumont                 | France             | Peugeot-BP-Michelin              | + 1 h 7 min 25 s    |
| 17e                | Paul Gutty                  | France             | Frimatic-De Gribaldy-Viva-Wolber | + 1 h 8 min 5 s     |
| 18e                | Herman Van Springel         | Belgique           | Mann-Grundig                     | + 1 h 10 min 11 s   |
| 19e                | Eduardo Castelló            | Espagne            | KAS-Kaskol                       | + 1 h 14 min 4 s    |
| 20e                | Michele Dancelli            | Italie             | Molteni                          | + 1 h 17 min 36 s   |
| 21e                | Francisco Galdós            | Espagne            | KAS-Kaskol                       | + 1 h 17 min 44 s   |
| 22e                | José Manuel López Rodríguez | Espagne            | Fagor                            | + 1 h 21 min 20 s   |
| 23e                | Martin Van Den Bossche      | Belgique           | Faema                            | + 1 h 22 min 8 s    |
| 24e                | Francisco Gabica            | Espagne            | Fagor                            | + 1 h 28 min 19 s   |
| 25e                | Bernard Labourdette         | France             | Mercier-BP-Hutchinson            | + 1 h 30 min 3 s    |
| modifier           |                             |                    |                                  |                     |

### Classements annexes finals
| Classement par points | Classement par points | Classement par points | Classement par points            | Classement par points |
| --------------------- | --------------------- | --------------------- | -------------------------------- | --------------------- |
|                       | Coureur               | Pays                  | Équipe                           | Point(s)              |
| 1er                   | Eddy Merckx           | Belgique              | Faema                            | 244 points            |
| 2e                    | Jan Janssen           | Pays-Bas              | Bic                              | 150 pts               |
| 3e                    | Marinus Wagtmans      | Pays-Bas              | Willem II-Gazelle                | 136 pts               |
| 4e                    | Roger Pingeon         | France                | Peugeot-BP-Michelin              | 131 pts               |
| 5e                    | Felice Gimondi        | Italie                | Salvarani                        | 108 pts               |
| 6e                    | Raymond Poulidor      | France                | Mercier-BP-Hutchinson            | 99 pts                |
| 7e                    | Michele Dancelli      | Italie                | Molteni                          | 95 pts                |
| 8e                    | Joaquim Agostinho     | Portugal              | Frimatic-De Gribaldy-Viva-Wolber | 91 pts                |
| 9e                    | Andrés Gandarias      | Espagne               | KAS-Kaskol                       | 89 pts                |
| 10e                   | Harm Ottenbros        | Pays-Bas              | Willem II-Gazelle                | 82 pts                |
| modifier              |                       |                       |                                  |                       |

| Classement du Prix du meilleur grimpeur, | Classement du Prix du meilleur grimpeur, | Classement du Prix du meilleur grimpeur, | Classement du Prix du meilleur grimpeur, | Classement du Prix du meilleur grimpeur, |
| ---------------------------------------- | ---------------------------------------- | ---------------------------------------- | ---------------------------------------- | ---------------------------------------- |
|                                          | Coureur                                  | Pays                                     | Équipe                                   | Point(s)                                 |
| 1er                                      | Eddy Merckx                              | Belgique                                 | Faema                                    | 155 points                               |
| 2e                                       | Roger Pingeon                            | France                                   | Peugeot-BP-Michelin                      | 94 pts                                   |
| 3e                                       | Joaquim Galera                           | Espagne                                  | Fagor                                    | 80 pts                                   |
| 4e                                       | Paul Gutty                               | France                                   | Frimatic-De Gribaldy-Viva-Wolber         | 68 pts                                   |
| 5e                                       | Andrés Gandarias                         | Espagne                                  | KAS-Kaskol                               | 54 pts                                   |
| 6e                                       | Felice Gimondi                           | Italie                                   | Salvarani                                | 51 pts                                   |
| 7e                                       | Raymond Poulidor                         | France                                   | Mercier-BP-Hutchinson                    | 48 pts                                   |
| 8e                                       | Martin Van Den Bossche                   | Belgique                                 | Faema                                    | 36 pts                                   |
| 9e                                       | Raymond Delisle                          | France                                   | Peugeot-BP-Michelin                      | 29 pts                                   |
| 10e                                      | Wladimiro Panizza                        | Italie                                   | Salvarani                                | 28 pts                                   |
| modifier                                 |                                          |                                          |                                          |                                          |

| Classement combiné, | Classement combiné, | Classement combiné, | Classement combiné,   | Classement combiné, |
| ------------------- | ------------------- | ------------------- | --------------------- | ------------------- |
|                     | Coureur             | Pays                | Équipe                | Point(s)            |
| 1er                 | Eddy Merckx         | Belgique            | Faema                 | 3 points            |
| 2e                  | Roger Pingeon       | France              | Peugeot-BP-Michelin   | 8 pts               |
| 3e                  | Felice Gimondi      | Italie              | Salvarani             | 15 pts              |
| 4e                  | Raymond Poulidor    | France              | Mercier-BP-Hutchinson | 16 pts              |
| 5e                  | Andrés Gandarias    | Espagne             | KAS-Kaskol            | 19 pts              |
| modifier            |                     |                     |                       |                     |

| Classement par équipes, | Classement par équipes,          | Classement par équipes, | Classement par équipes, |
|                         | Équipe                           | Pays                    | Temps                   |
| ----------------------- | -------------------------------- | ----------------------- | ----------------------- |
| 1re                     | Faema                            | Belgique                | en 351 h 50 min 56 s    |
| 2e                      | Peugeot-BP-Michelin              | France                  | + 14 min 53 s           |
| 3e                      | KAS-Kaskol                       | Espagne                 | + 1 h 1 min 42 s        |
| 4e                      | Fagor                            | Espagne                 | + 1 h 17 min 46 s       |
| 5e                      | Frimatic-De Gribaldy-Viva-Wolber | France                  | + 1 h 28 min 20 s       |
| 6e                      | Salvarani                        | Italie                  | + 1 h 32 min 30 s       |
| 7e                      | Mercier-BP-Hutchinson            | France                  | + 1 h 38 min 3 s        |
| 8e                      | Molteni                          | Italie                  | + 1 h 41 min 38 s       |
| 9e                      | Sonolor-Lejeune-Wolber           | France                  | + 1 h 41 min 41 s       |
| 10e                     | Bic                              | France                  | + 3 h 7 min 22 s        |
| modifier                |                                  |                         |                         |

| Classement de la combativité, | Classement de la combativité, | Classement de la combativité, | Classement de la combativité,    | Classement de la combativité, |
| ----------------------------- | ----------------------------- | ----------------------------- | -------------------------------- | ----------------------------- |
|                               | Coureur                       | Pays                          | Équipe                           | Point(s)                      |
| 1er                           | Eddy Merckx                   | Belgique                      | Faema                            | 419 points                    |
| 2e                            | Joaquim Agostinho             | Portugal                      | Frimatic-De Gribaldy-Viva-Wolber | 320 pts                       |
| 3e                            | Michele Dancelli              | Italie                        | Molteni                          | 178 pts                       |
| 4e                            | Felice Gimondi                | Italie                        | Salvarani                        | 178 pts                       |
| 5e                            | Andrés Gandarias              | Espagne                       | KAS-Kaskol                       | 159 pts                       |
| 6e                            | Raymond Delisle               | France                        | Peugeot-BP-Michelin              | 146 pts                       |
| 7e                            | Roger Pingeon                 | France                        | Peugeot-BP-Michelin              | 138 pts                       |
| 8e                            | Pierre Matignon               | France                        | Frimatic-De Gribaldy-Viva-Wolber | 98 pts                        |
| 9e                            | Wladimiro Panizza             | Italie                        | Salvarani                        | 89 pts                        |
| 10e                           | Roland Berland                | France                        | Bic                              | 88 pts                        |
| modifier                      |                               |                               |                                  |                               |

| Classement des points chauds, | Classement des points chauds, | Classement des points chauds, | Classement des points chauds, | Classement des points chauds, |
| ----------------------------- | ----------------------------- | ----------------------------- | ----------------------------- | ----------------------------- |
|                               | Coureur                       | Pays                          | Équipe                        | Point(s)                      |
| 1er                           | Eric Leman                    | Belgique                      | Flandria-De Clerck-Krüger     | 53 points                     |
| 2e                            | Michael Wright                | Royaume-Uni                   | Bic                           | 46 pts                        |
| 3e                            | Raymond Riotte                | France                        | Mercier-BP-Hutchinson         | 43 pts                        |
| 4e                            | Domingo Perurena              | Espagne                       | Fagor                         | 20 pts                        |
| 5e                            | Stéphane Abrahamian           | France                        | Sonolor-Lejeune-Wolber        | 17 pts                        |
| 6e                            | Wilfried David                | Belgique                      | Flandria-De Clerck-Krüger     | 16 pts                        |
| 7e                            | José Manuel López Rodríguez   | Espagne                       | Fagor                         | 11 pts                        |
| 8e                            | Michele Dancelli              | Italie                        | Molteni                       | 10 pts                        |
| 9e                            | Andrés Gandarias              | Espagne                       | KAS-Kaskol                    | 8 pts                         |
| 10e                           | Barry Hoban                   | Royaume-Uni                   | Mercier-BP-Hutchinson         | 8 pts                         |
| modifier                      |                               |                               |                               |                               |

### Évolution des classements
| Étape              | Vainqueur           | Classement général | Classement par points | Classement de la montagne | Classement du combiné | Classement des points chauds | Classement par équipes | Classement de la combativité | Classement de la combativité |
| Étape              | Vainqueur           | Classement général | Classement par points | Classement de la montagne | Classement du combiné | Classement des points chauds | Classement par équipes | Étape                        | Leader                       |
| ------------------ | ------------------- | ------------------ | --------------------- | ------------------------- | --------------------- | ---------------------------- | ---------------------- | ---------------------------- | ---------------------------- |
| P                  | Rudi Altig          | Rudi Altig         | Rudi Altig            | Non décerné               | Non décerné           | Non décerné                  | Salvarani              | Non décerné                  | Non décerné                  |
| 1a                 | Marino Basso        | Rudi Altig         | Marino Basso          | Roger De Vlaeminck        | Eddy Merckx           | Wilfried David               | Salvarani              | Jean-Pierre Genet            | Jean-Pierre Genet            |
| 1b                 | Faema               | Eddy Merckx        | Marino Basso          | Roger De Vlaeminck        | Eddy Merckx           | Wilfried David               | Faema                  | Jean-Pierre Genet            | Jean-Pierre Genet            |
| 2                  | Julien Stevens      | Julien Stevens     | Marino Basso          | Roger De Vlaeminck        | Eddy Merckx           | Wilfried David               | Faema                  | Rudi Altig                   | Rudi Altig                   |
| 3                  | Eric Leman          | Julien Stevens     | Marino Basso          | Roger De Vlaeminck        | Eddy Merckx           | Michael Wright               | Faema                  | Jozef Timmerman              | Jozef Timmerman              |
| 4                  | Rik Van Looy        | Julien Stevens     | Marino Basso          | Roger De Vlaeminck        | Eddy Merckx           | Wilfried David               | Faema                  | Rik Van Looy                 | Jozef Timmerman              |
| 5                  | Joaquim Agostinho   | Désiré Letort      | Marino Basso          | Roger De Vlaeminck        | Eddy Merckx           | Michael Wright               | Salvarani              | Joaquim Agostinho            | Joaquim Agostinho            |
| 6                  | Eddy Merckx         | Eddy Merckx        | Eddy Merckx           | Eddy Merckx               | Eddy Merckx           | Michael Wright               | Salvarani              | Rudi Altig                   | Joaquim Agostinho            |
| 7                  | Mariano Díaz        | Eddy Merckx        | Roger De Vlaeminck    | Joaquim Galera            | Eddy Merckx           | Michael Wright               | Salvarani              | Mariano Díaz                 | Joaquim Agostinho            |
| 8a                 | Eddy Merckx         | Eddy Merckx        | Roger De Vlaeminck    | Joaquim Galera            | Eddy Merckx           | Michael Wright               | Salvarani              | Michele Dancelli             | Joaquim Agostinho            |
| 8b                 | Michele Dancelli    | Eddy Merckx        | Roger De Vlaeminck    | Joaquim Galera            | Eddy Merckx           | Michael Wright               | Salvarani              | Michele Dancelli             | Joaquim Agostinho            |
| 9                  | Roger Pingeon       | Eddy Merckx        | Eddy Merckx           | Eddy Merckx               | Eddy Merckx           | Michael Wright               | Salvarani              | Roger Pingeon                | Joaquim Agostinho            |
| 10                 | Herman Van Springel | Eddy Merckx        | Eddy Merckx           | Eddy Merckx               | Eddy Merckx           | Michael Wright               | Faema                  | Roger Pingeon                | Joaquim Agostinho            |
| 11                 | Eddy Merckx         | Eddy Merckx        | Eddy Merckx           | Eddy Merckx               | Eddy Merckx           | Raymond Riotte               | Fagor                  | Eddy Merckx                  | Eddy Merckx                  |
| 12                 | Felice Gimondi      | Eddy Merckx        | Eddy Merckx           | Eddy Merckx               | Eddy Merckx           | Raymond Riotte               | KAS-Kaskol             | Felice Gimondi               | Eddy Merckx                  |
| 13                 | Guido Reybrouck     | Eddy Merckx        | Eddy Merckx           | Eddy Merckx               | Eddy Merckx           | Raymond Riotte               | KAS-Kaskol             | Raymond Riotte               | Eddy Merckx                  |
| 14                 | Joaquim Agostinho   | Eddy Merckx        | Eddy Merckx           | Eddy Merckx               | Eddy Merckx           | Michael Wright               | KAS-Kaskol             | Joaquim Agostinho            | Joaquim Agostinho            |
| 15                 | Eddy Merckx         | Eddy Merckx        | Eddy Merckx           | Eddy Merckx               | Eddy Merckx           | Michael Wright               | Faema                  | Raymond Delisle              | Joaquim Agostinho            |
| 16                 | Raymond Delisle     | Eddy Merckx        | Eddy Merckx           | Eddy Merckx               | Eddy Merckx           | Michael Wright               | KAS-Kaskol             | Eddy Merckx                  | Joaquim Agostinho            |
| 17                 | Eddy Merckx         | Eddy Merckx        | Eddy Merckx           | Eddy Merckx               | Eddy Merckx           | Michael Wright               | Faema                  | Bernard Guyot                | Eddy Merckx                  |
| 18                 | Barry Hoban         | Eddy Merckx        | Eddy Merckx           | Eddy Merckx               | Eddy Merckx           | Michael Wright               | Faema                  | Wladimiro Panizza            | Eddy Merckx                  |
| 19                 | Barry Hoban         | Eddy Merckx        | Eddy Merckx           | Eddy Merckx               | Eddy Merckx           | Eric Leman                   | Faema                  | Pierre Matignon              | Eddy Merckx                  |
| 20                 | Pierre Matignon     | Eddy Merckx        | Eddy Merckx           | Eddy Merckx               | Eddy Merckx           | Eric Leman                   | Faema                  | Roland Berland               | Eddy Merckx                  |
| 21                 | Herman Van Springel | Eddy Merckx        | Eddy Merckx           | Eddy Merckx               | Eddy Merckx           | Eric Leman                   | Faema                  |                              | Eddy Merckx                  |
| 22a                | Jozef Spruyt        | Eddy Merckx        | Eddy Merckx           | Eddy Merckx               | Eddy Merckx           | Eric Leman                   | Faema                  | Roland Berland               | Eddy Merckx                  |
| 22b                | Eddy Merckx         | Eddy Merckx        | Eddy Merckx           | Eddy Merckx               | Eddy Merckx           | Eric Leman                   | Faema                  | Roland Berland               | Eddy Merckx                  |
| Classements finals | Classements finals  | Eddy Merckx        | Eddy Merckx           | Eddy Merckx               | Eddy Merckx           | Eric Leman                   | Faema                  | Eddy Merckx                  | Eddy Merckx                  |

## Liste des participants
La liste ci-dessous présente les coureurs inscrits par numéro de dossard.
| Légende | Légende                                                                    | Légende | Légende                                                    |
| ------- | -------------------------------------------------------------------------- | ------- | ---------------------------------------------------------- |
| Num     | Dossard de départ porté par le coureur sur ce Tour                         | Pos     | Position à l'arrivée de la course                          |
|         | Indique un maillot de champion national ou mondial, suivi de sa spécialité | NP      | Indique un coureur qui n'a pas pris le départ de la course |
| AB      | Indique un coureur qui n'a pas terminé la course                           | HD      | Indique un coureur qui a terminé la course hors des délais |

| Bic                                                        | Bic                      | Bic   |
| ---------------------------------------------------------- | ------------------------ | ----- |
| Num                                                        | Coureur                  | Pos   |
| 1                                                          | Jan Janssen (NED)        | 10e   |
| 2                                                          | Lucien Aimar (FRA)       | 30e   |
| 3                                                          | Gilbert Bellone (FRA)    | 45e   |
| 4                                                          | Roland Berland (FRA)     | 53e   |
| 5                                                          | Serge Bolley (FRA)       | AB-2  |
| 6                                                          | Charly Grosskost (FRA)   | HD-9  |
| 7                                                          | Anatole Novak (FRA)      | HD-6  |
| 8                                                          | José Pérez Francés (ESP) | AB-10 |
| 9                                                          | José Samyn (FRA)         | HD-6  |
| 10                                                         | Michael Wright (GBR)     | 71e   |
| Directeurs sportifs : Raphaël Géminiani et Maurice De Muer |                          |       |

| Mann-Grundig                    | Mann-Grundig              | Mann-Grundig |
| ------------------------------- | ------------------------- | ------------ |
| Num                             | Coureur                   | Pos          |
| 11                              | Roger Cooreman (BEL)      | 84e          |
| 12                              | Ronald De Witte (BEL)     | AB-17        |
| 13                              | Jozef Huysmans (BEL)      | AB-16        |
| 14                              | Paul In 't Ven (BEL)      | 75e          |
| 15                              | Willy In 't Ven (BEL)     | AB-16        |
| 16                              | Georges Pintens (BEL)     | AB-10        |
| 17                              | André Poppe (BEL)         | 33e          |
| 18                              | Roger Rosiers (BEL)       | HD-6         |
| 19                              | Willy Van Neste (BEL)     | AB-10        |
| 20                              | Herman Van Springel (BEL) | 18e          |
| Directeur sportif : Frans Cools |                           |              |

| Peugeot-BP-Michelin                                | Peugeot-BP-Michelin     | Peugeot-BP-Michelin |
| -------------------------------------------------- | ----------------------- | ------------------- |
| Num                                                | Coureur                 | Pos                 |
| 21                                                 | André Bayssière (FRA)   | 31e                 |
| 22                                                 | Robert Bouloux (FRA)    | 55e                 |
| 23                                                 | Ferdinand Bracke (BEL)  | 57e                 |
| 24                                                 | Raymond Delisle (FRA)   | 37e                 |
| 25                                                 | Jean Dumont (FRA)       | 16e                 |
| 26                                                 | Gerben Karstens (NED)   | 65e                 |
| 27                                                 | Désiré Letort (FRA)     | 9e                  |
| 28                                                 | Willy Monty (BEL)       | HD-6                |
| 29                                                 | Roger Pingeon (FRA)     | 2e                  |
| 30                                                 | Christian Raymond (FRA) | 42e                 |
| Directeurs sportifs : Gaston Plaud et Robert Naeye |                         |                     |

| KAS-Kaskol                             | KAS-Kaskol                    | KAS-Kaskol |
| -------------------------------------- | ----------------------------- | ---------- |
| Num                                    | Coureur                       | Pos        |
| 31                                     | Eduardo Castelló (ESP)        | 19e        |
| 32                                     | Francisco Galdós (ESP)        | 21e        |
| 33                                     | Andrés Gandarias (ESP)        | 5e         |
| 34                                     | Antonio Gómez del Moral (ESP) | AB-7       |
| 35                                     | José Gómez Lucas (ESP)        | 58e        |
| 36                                     | Aurelio González (ESP)        | AB-5       |
| 37                                     | Nemesio Jiménez (ESP)         | 61e        |
| 38                                     | Santiago Lazcano (ESP)        | 41e        |
| 39                                     | Gabriel Mascaró (ESP)         | AB-17      |
| 40                                     | Gregorio San Miguel (ESP)     | AB-10      |
| Directeur sportif : Dalmacio Langarica |                               |            |

| Flandria-De Clerck-Krüger         | Flandria-De Clerck-Krüger | Flandria-De Clerck-Krüger |
| --------------------------------- | ------------------------- | ------------------------- |
| Num                               | Coureur                   | Pos                       |
| 41                                | Michel Coulon (BEL)       | 74e                       |
| 42                                | Wilfried David (BEL)      | 27e                       |
| 43                                | Marc De Block (BEL)       | 82e                       |
| 44                                | Jaak De Boever (BEL)      | 60e                       |
| 45                                | Roger De Vlaeminck (BEL)  | AB-10                     |
| 46                                | Eric Leman (BEL)          | 79e                       |
| 47                                | Pol Mahieu (BEL)          | AB-10                     |
| 48                                | Jean Monteyne (BEL)       | AB-2                      |
| 49                                | Pieter Nassen (BEL)       | AB-11                     |
| 50                                | Noël Van Clooster (BEL)   | AB-11                     |
| Directeur sportif : Brick Schotte |                           |                           |

| Faema                                     | Faema                        | Faema |
| ----------------------------------------- | ---------------------------- | ----- |
| Num                                       | Coureur                      | Pos   |
| 51                                        | Eddy Merckx (BEL)            | 1er   |
| 52                                        | Frans Mintjens (BEL)         | 76e   |
| 53                                        | Guido Reybrouck (BEL)        | 77e   |
| 54                                        | Pietro Scandelli (ITA)       | 59e   |
| 55                                        | Joseph Spruyt (BEL)          | 28e   |
| 56                                        | Julien Stevens (BEL)         | 72e   |
| 57                                        | Roger Swerts (BEL)           | 44e   |
| 58                                        | Georges Vandenberghe (BEL)   | 56e   |
| 59                                        | Martin Van Den Bossche (BEL) | 23e   |
| 60                                        | Victor Van Schil (BEL)       | 29e   |
| Directeurs sportifs : Guillaume Driessens |                              |       |

| Sonolor-Lejeune-Wolber              | Sonolor-Lejeune-Wolber       | Sonolor-Lejeune-Wolber |
| ----------------------------------- | ---------------------------- | ---------------------- |
| Num                                 | Coureur                      | Pos                    |
| 61                                  | Stéphane Abrahamian (FRA)    | 34e                    |
| 62                                  | José Catieau (FRA)           | 66e                    |
| 63                                  | Édouard Delberghe (FRA)      | 70e                    |
| 64                                  | Roger Gilson (LUX)           | AB-10                  |
| 65                                  | Bernard Guyot (FRA)          | 50e                    |
| 66                                  | Yves Ravaleu (FRA)           | AB-10                  |
| 67                                  | Jean-Claude Theillière (FRA) | 13e                    |
| 68                                  | Lucien Van Impe (BEL)        | 12e                    |
| 69                                  | André Wilhelm (FRA)          | 86e                    |
| 70                                  | André Zimmermann (FRA)       | 26e                    |
| Directeur sportif : Jean Stablinski |                              |                        |

| Mercier-BP-Hutchinson             | Mercier-BP-Hutchinson     | Mercier-BP-Hutchinson |
| --------------------------------- | ------------------------- | --------------------- |
| Num                               | Coureur                   | Pos                   |
| 71                                | Eddy Beugels (NED)        | 83e                   |
| 72                                | Georges Chappe (FRA)      | AB-2                  |
| 73                                | Jean-Pierre Genet (FRA)   | 68e                   |
| 74                                | Barry Hoban (GBR)         | 67e                   |
| 75                                | Edward Janssens (BEL)     | 40e                   |
| 76                                | Bernard Labourdette (FRA) | 25e                   |
| 77                                | Paul Lemeteyer (FRA)      | HD-6                  |
| 78                                | Raymond Poulidor (FRA)    | 3e                    |
| 79                                | Raymond Riotte (FRA)      | 80e                   |
| 80                                | Jean Vidament (FRA)       | 48e                   |
| Directeur sportif : Antonin Magne |                           |                       |

| Frimatic-De Gribaldy-Viva-Wolber | Frimatic-De Gribaldy-Viva-Wolber | Frimatic-De Gribaldy-Viva-Wolber |
| -------------------------------- | -------------------------------- | -------------------------------- |
| Num                              | Coureur                          | Pos                              |
| 81                               | Joaquim Agostinho (POR)          | 8e                               |
| 82                               | Jean-Louis Bodin (FRA)           | 62e                              |
| 83                               | Paul Gutty (FRA)                 | 17e                              |
| 84                               | Derek Harrison (GBR)             | 32e                              |
| 85                               | Maurice Izier (FRA)              | 35e                              |
| 86                               | Jean Jourden (FRA)               | AB-6                             |
| 87                               | Jean-Claude Lebaube (FRA)        | 46e                              |
| 88                               | Pierre Matignon (FRA)            | 85e                              |
| 89                               | Willy Planckaert (BEL)           | HD-6                             |
| 90                               | Francis Rigon (FRA)              | 54e                              |
| Directeur sportif : Louis Caput  |                                  |                                  |

| Willem II-Gazelle               | Willem II-Gazelle        | Willem II-Gazelle |
| ------------------------------- | ------------------------ | ----------------- |
| Num                             | Coureur                  | Pos               |
| 91                              | Evert Dolman (NED)       | 49e               |
| 92                              | Cees Haast (NED)         | 63e               |
| 93                              | Henk Nijdam (NED)        | AB-5              |
| 94                              | Harm Ottenbros (NED)     | 78e               |
| 95                              | René Pijnen (NED)        | AB-6              |
| 96                              | Leen Poortvliet (NED)    | AB-10             |
| 97                              | Jozef Timmerman (BEL)    | HD-6              |
| 98                              | Juul Van Der Flaas (BEL) | 64e               |
| 99                              | Rik Van Looy (BEL)       | HD-6              |
| 100                             | Marinus Wagtmans (NED)   | 6e                |
| Directeur sportif : Ton Vissers |                          |                   |

| Fagor                             | Fagor                             | Fagor |
| --------------------------------- | --------------------------------- | ----- |
| Num                               | Coureur                           | Pos   |
| 101                               | Mariano Díaz (ESP)                | AB-17 |
| 102                               | Francisco Gabica (ESP)            | 24e   |
| 103                               | Joaquim Galera (ESP)              | 11e   |
| 104                               | Manuel Galera (ESP)               | 47e   |
| 105                               | José Manuel López Rodríguez (ESP) | 22e   |
| 106                               | Ramón Mendiburu (ESP)             | AB-10 |
| 107                               | José Antonio Momeñe (ESP)         | AB-17 |
| 108                               | Luis Ocaña (ESP)                  | AB-8b |
| 109                               | Domingo Perurena (ESP)            | 38e   |
| 110                               | Luis Pedro Santamarina (ESP)      | AB-17 |
| Directeur sportif : Pedro Machain |                                   |       |

| Molteni                                                | Molteni                     | Molteni |
| ------------------------------------------------------ | --------------------------- | ------- |
| Num                                                    | Coureur                     | Pos     |
| 111                                                    | Mario Anni (ITA)            | 69e     |
| 112                                                    | Marino Basso (ITA)          | AB-10   |
| 113                                                    | Giannino Bianco (ITA)       | HD-6    |
| 114                                                    | Michele Dancelli (ITA)      | 20e     |
| 115                                                    | Sigfrido Fontanelli (ITA)   | AB-10   |
| 116                                                    | Giancarlo Polidori (ITA)    | AB-17   |
| 117                                                    | Giacinto Santambrogio (ITA) | 73e     |
| 118                                                    | Edy Schütz (LUX)            | 15e     |
| 119                                                    | Guerrino Tosello (ITA)      | AB-10   |
| 120                                                    | Pierfranco Vianelli (ITA)   | 7e      |
| Directeurs sportifs : Giorgio Albani et Marino Fontana |                             |         |

| Salvarani                         | Salvarani                | Salvarani |
| --------------------------------- | ------------------------ | --------- |
| Num                               | Coureur                  | Pos       |
| 121                               | Rudi Altig (RFA)         | AB-18     |
| 122                               | Franco Balmamion (ITA)   | 39e       |
| 123                               | Lino Carletto (ITA)      | AB-10     |
| 124                               | Giancarlo Ferretti (ITA) | 43e       |
| 125                               | Felice Gimondi (ITA)     | 4e        |
| 126                               | Pietro Guerra (ITA)      | 81e       |
| 127                               | Wladimiro Panizza (ITA)  | 14e       |
| 128                               | Wilfried Peffgen (RFA)   | 52e       |
| 129                               | Roberto Poggiali (ITA)   | 51e       |
| 130                               | Dino Zandegù (ITA)       | 36e       |
| Directeur sportif : Luciano Pezzi |                          |           |